# Poilão
Poilão ist eine kleine unbewohnte Insel der Bissagos-Inseln in Guinea-Bissau. Sie ist Teil des Bubaque-Sektors in der Bolama-Region. Sie liegt sehr abgelegen von den anderen Inseln im Bissagos-Archipel, bis zur nächsten Insel sind es 13 km. Diese Abgelegenheit ist vermutlich auch der Grund für die Unbewohnbarkeit der Insel sowie die mangelnden Bebilderung. Trotz der Abwesenheit von menschlicher Zivilisation auf der Insel gibt es hier einen Leuchtturm, der 27 Meter hoch ist.
Die Insel ist Teil des Nationalparks Parque Nacional Marinho de João Vieira e Poilão, eines der acht Naturschutzgebiete in Guinea-Bissau.

## Fauna
Die Wälder auf der Insel sind unberührt. Zehntausende Nester von Grünen Meeresschildkröten werden jährlich auf der Insel angelegt. 5 % aller existierenden grünen Meeresschildkröten leben nur auf dieser kleinen Insel, obwohl der Bestand sich über die Zeit verkleinert hat. Auf der Insel gibt es so viele Schildkrötennester, dass sich viele Nester überlappen. Es gibt nur sehr wenige Gefahren bzw. Fressfeinde für die hier lebenden Schildkröten.
Ansonsten leben hier noch Warane, Sousadelfine, Tursiops sowie diverse Krabben und Haie.